# Pseudosphyrapus serratus
Pseudosphyrapus serratus är en kräftdjursart som först beskrevs av Georg Ossian Sars 1882.  Pseudosphyrapus serratus ingår i släktet Pseudosphyrapus och familjen Sphyrapidae. Inga underarter finns listade i Catalogue of Life.